# 陳氏新單角介
陳氏新單角介（学名：Neomonoceratina chenae）为浪花介科新單角介屬下的一个种。